# Fjerdingby IBK
Fjerdingby IBK är en idrottsförening för innebandy från Norge. Klubben har bland annat kommit sjua i Europacupen i innebandy (2007/2008).